# Rákosovec
Rákosovec (Arundinaria) je rod původní v Himálajích, Severní Americe a Číně. Několik druhů je endemických na východě Spojených států amerických. Jsou rozšířeny od New Jersey na jih až po Floridu a na západ až k Ohio a Texasu. V tomto regionu jej najdeme od pobřežních plání po pahorkatiny Apalačských hor. Druhy tohoto rodu se rozšiřují oddenky dosahují výšky od 0,5 po 8 metrů. Jen vzácně se rozšiřují semeny, obvykle se množí vegetativně. Jakmile rostlina zaplodí, obvykle celá kolonie uhyne. První průzkumníci na území USA popisují obrovské porosty rákosovce, obzvláště v údolí řek. Ty však vymizely vlivem zemědělství.

## Popis
Rostliny podobné bambusům, výšky do 3m.

## Druhy

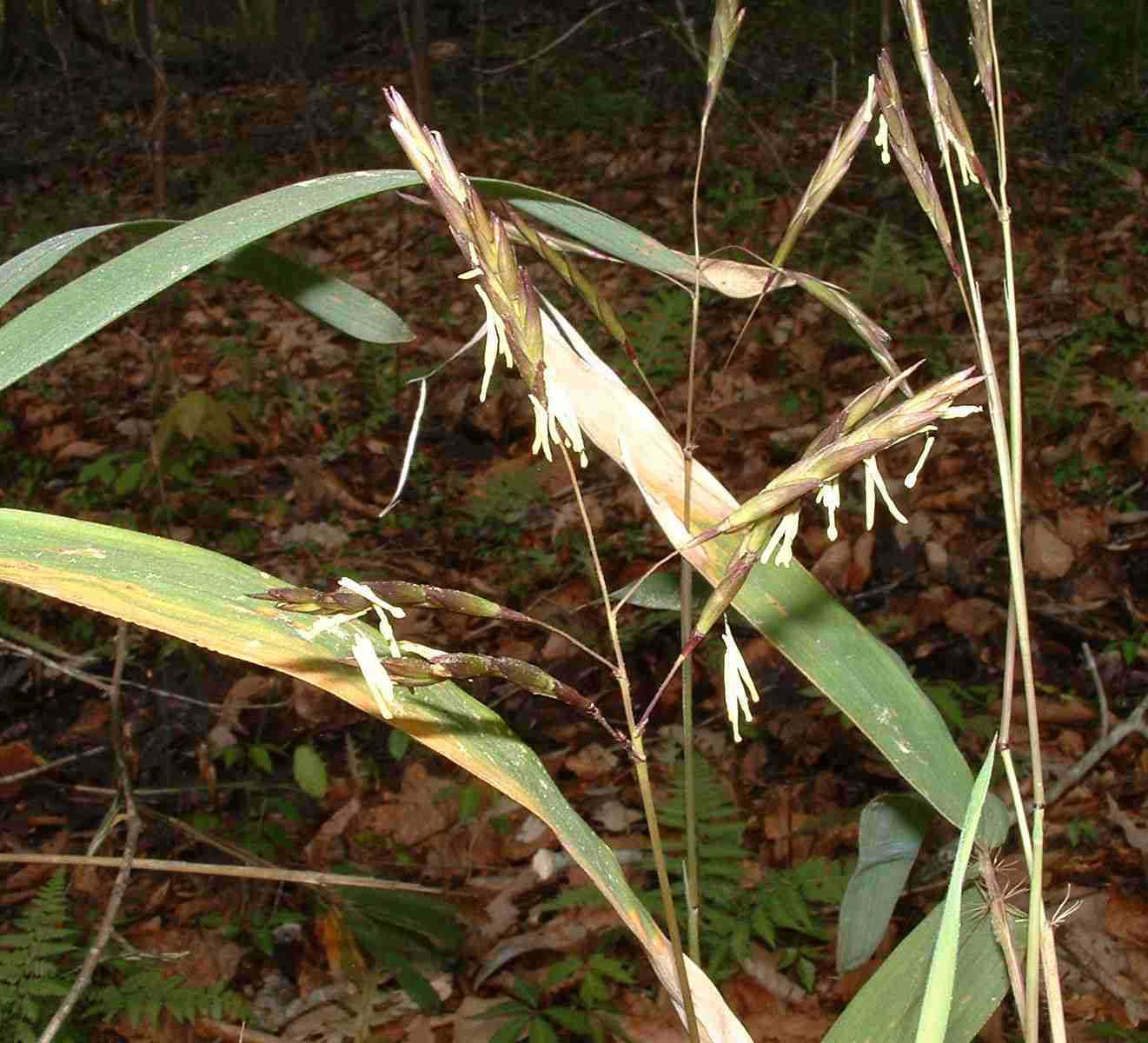
Květenství rákosovce Arundinaria gigantea

- Arundinaria appalachiana - hill cane
- Arundinaria gigantea - giant cane
- Arundinaria tecta - switchcane

## Použití

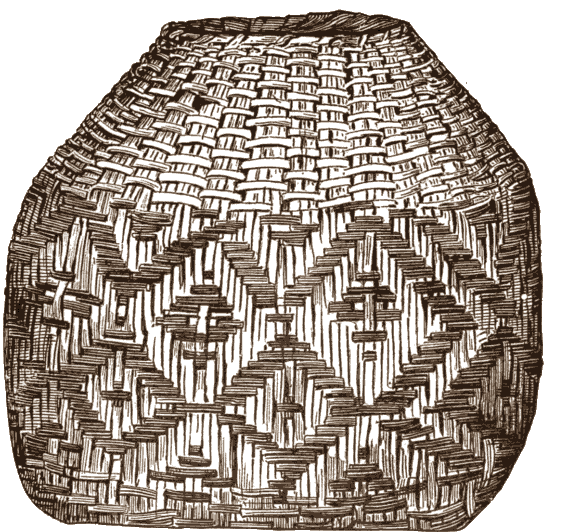
Košík od řeky Cherokee

Rákosovec Arundinaria gigantea byl podle historických pramenů užíván původními obyvateli Ameriky (Čerokézové a další) k výrobě fléten a šípů. Flétny vyrobené z této traviny byly rozšířeny od východního pobřeží po Oklahomu. Čerokézové a další jihovýchodní kmeny také používali tento materiál na tkaní košů.

## Pěstování
Rákosovce by měly být pěstovány ve vlhké půdě a lze je použít jak do skupin s jinými rostlinami, tak jako solitéry. Budou prosperovat v lehké nebo středně těžké půdě. Mohou být pěstovány na plném slunci, ale bude se jim mnohem lepe dařit v polostínu. Na jaře by měla být seřezána uhynulá nadzemní část. Mohou rozmnožovány dělením trsů na jaře. Tyto rostliny po odkvětu uhynou.